# Гаджиев, Зиявутдин Магомедмакмунович
Зиявутдин Магомедмакмунович Гаджиев (11 октября 1999, Карабудахкент, Карабудахкентский район, Дагестан, Россия) — российский спортсмен, специализируется по ушу, также занимается ММА. Призёр чемпионата России по ушу. Мастер спорта России.

## Спортивная карьера
Уроженец Карабудахкента. Является воспитанником губденской школы ушу, занимается под руководством Магомед-Али Магомедова. В мае 2016 года победил на Первенстве Европы. В конце августа 2016 года в болгарском Бургасе принимал участие в Первенстве мира среди юниоров, на котором стал бронзовым призёром. В начале марта 2017 года в Губдене выиграл Первенство Дагестана среди юниоров. 28 июля 2017 года ему было присвоено звание мастер спорта России по ушу. 23 марта 2018 года одержал победу на первенстве Санкт-Петербурга по смешанному боевому единоборству. В апреле 2018 года в Москве одержал победу на Первенстве России среди юниоров. В середине марта 2023 года в Москве стал бронзовым призёром чемпионата России. В апреле 2024 года в Москве, уступив в финале Магомедрасулу Магомедтагирову из Дагестана, стал серебряным призёром чемпионата России. В сентябре 2024 года в Китае в составе сборной России проводил учебно-тренировочный совместно с национальной командой Поднебесной.

## Спортивные достижения
- Первенство Европы по ушу среди юниоров 2016 — ;
- Первенство мира по ушу среди юниоров 2017 — ;
- Первенство России по ушу среди юниоров 2018 — ;
- Чемпионат России по ушу 2023 — ;
- Чемпионат России по ушу 2024 — ;